# Radikal 150
Radikal 150 mit der Bedeutung „Tal, Schlucht“ ist eines von zwanzig der 214 traditionellen Radikale der chinesischen Schrift, die mit sieben Strichen geschrieben werden.
Mit 5 Zeichenverbindungen in Mathews’ Chinese-English Dictionary gibt es sehr wenige Schriftzeichen, die unter diesem Radikal im Lexikon zu finden sind.
Das Radikal „Tal“ nimmt nur in der Langzeichen-Liste traditioneller Radikale, die aus 214 Radikalen besteht, die 150. Position ein. In modernen Kurzzeichen-Wörterbüchern kann es sich an ganz anderer Stelle finden. Im Neuen chinesisch-deutschen Wörterbuch aus der Volksrepublik China steht es zum Beispiel an 199. Stelle.
Die Siegelschrift-Form zeigt zwei Berge mit einem Fluss dazwischen, eine Schlucht.

## Schriftzeichenverbindungen, die vom Radikal 150 regiert werden
| Striche | Zeichen  |
| ------- | -------- |
| +0      | 谷       |
| +03     | 谸       |
| +04     | 谹 谺 谻 |
| +06     | 谼       |
| +07     | 谽       |
| +08     | 谾       |
| +10     | 谿 豀 豁 |
| +11     | 豂       |
| +12     | 豃       |
| +15     | 豄       |
| +16     | 豅       |

 Im Unicodeblock Kangxi-Radikale ist das Radikal 150 unter der Codepointnummer 12.181 (U+2F95) codiert.